# Дзаватарело
Дзаватарѐло (на италиански: Zavattarello, на местен диалект: Zavatarè, Дзаватаре) е село и община в Северна Италия, провинция Павия, регион Ломбардия. Разположено е на 600 m надморска височина. Населението на общината е 991 души (към 2015 г.).